# Rubus volkensianus
Rubus volkensianus är en rosväxtart som beskrevs av Carl Curt Hosseus. Rubus volkensianus ingår i släktet rubusar, och familjen rosväxter. Inga underarter finns listade i Catalogue of Life.